# Qingming-Rolle
Die Qingming-Rolle (chinesisch 清明上河圖 / 清明上河图, Pinyin Qīngmíng Shànghé Tú – „Bild einer Flussuferszenerie zum Qingming-Fest“) ist ein Gemälde des chinesischen Malers Zhang Zeduan (1085–1145). Sie gilt als das bedeutendste Kunstwerk aus der Zeit der Song-Dynastie und ist das bekannteste chinesische Gemälde. Für Jahrhunderte war sie das Glanzstück in den Sammlungen chinesischer Kaiser. Sie inspirierte zahllose Kopien und Abwandlungen.

## Inhalt
Die Bildrolle zeigt das Alltagsleben der Stadt Kaifeng, der Hauptstadt der Nördlichen Song-Dynastie während des chinesischen Totengedenktags Qingming. Am rechten Rand sieht man ländliche Szenen, während der zentrale Teil dichtes Stadtleben zeigt. Äußerst detailreich dargestellt sind diverse Straßenszenen mit über 800 Menschen, darunter Handwerker, Händler, Fuhrleute und Hirten. Mehrere Gaststätten sind ebenfalls abgebildet. Dramatischer Mittelpunkt ist die Darstellung einer Schiffspassage unter einer imposanten Brücke voller Menschen, wobei offen bleibt, ob es der Schiffsbesatzung noch rechtzeitig gelingt, den Mast umzulegen.
Die Rolle hat eine Höhe von 24,8 Zentimetern und eine Länge von 528,7 Zentimetern.

## Geschichte
Als eines der wenigen Gemälde der früheren kaiserlichen Sammlung befindet sich die Qingming-Rolle heute in der Volksrepublik China. Puyi schätzte dieses Bild sehr und nahm es mit sich, als er von den Japanern als Kaiser von Mandschukuo installiert wurde. So befand es sich nicht mehr in der Verbotenen Stadt, als die Guomindang bei ihrer Flucht nach Taiwan die Kunstwerke des Kaiserpalasts wegführte.
Im Jahr 1945 wurde die Qingming-Rolle wieder nach Peking zurückgekauft und befindet sich seitdem im Palastmuseum.
Kaifeng war die Hauptstadt der Nördlichen Song-Dynastie.
Zum zehnten Jubiläum der Wiedereingliederung Hongkongs in die Volksrepublik China fand eine Kunstausstellung mit 32 bekannten, nationalen Kunstwerken in Hongkong statt. Darunter befindet sich auch die berühmte „Qingming-Rolle“.
Im chinesischen Pavillon der Expo 2010 in Shanghai wurde eine 3D-animierte Version des Bildes in etwa 30-facher Vergrößerung gezeigt, die bis heute dort besichtigt werden kann.

## Bildergalerie

Qīngmíng Shànghé Tú – 清明上河圖
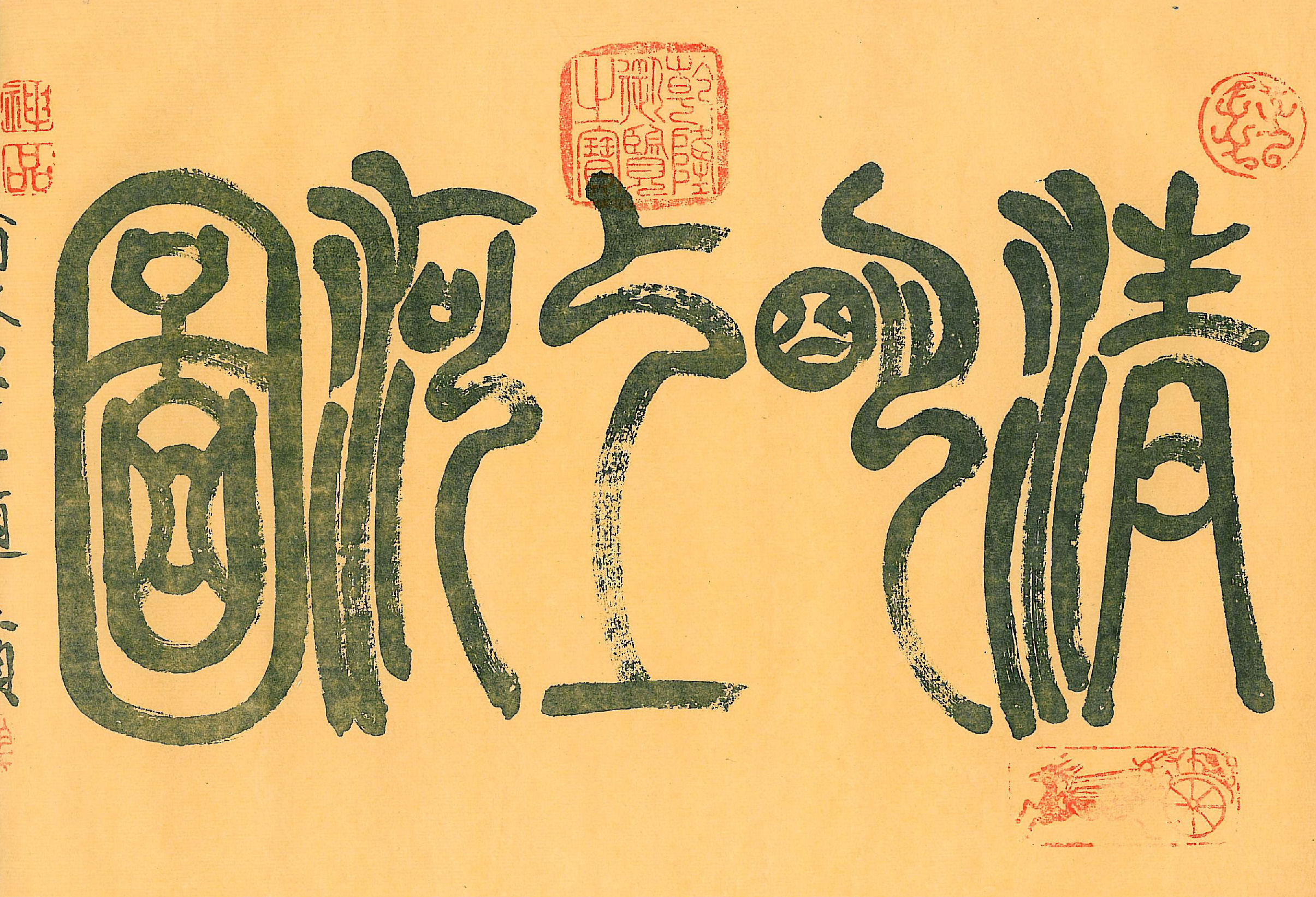
Titel in Siegelschrift (von r. nach l.)
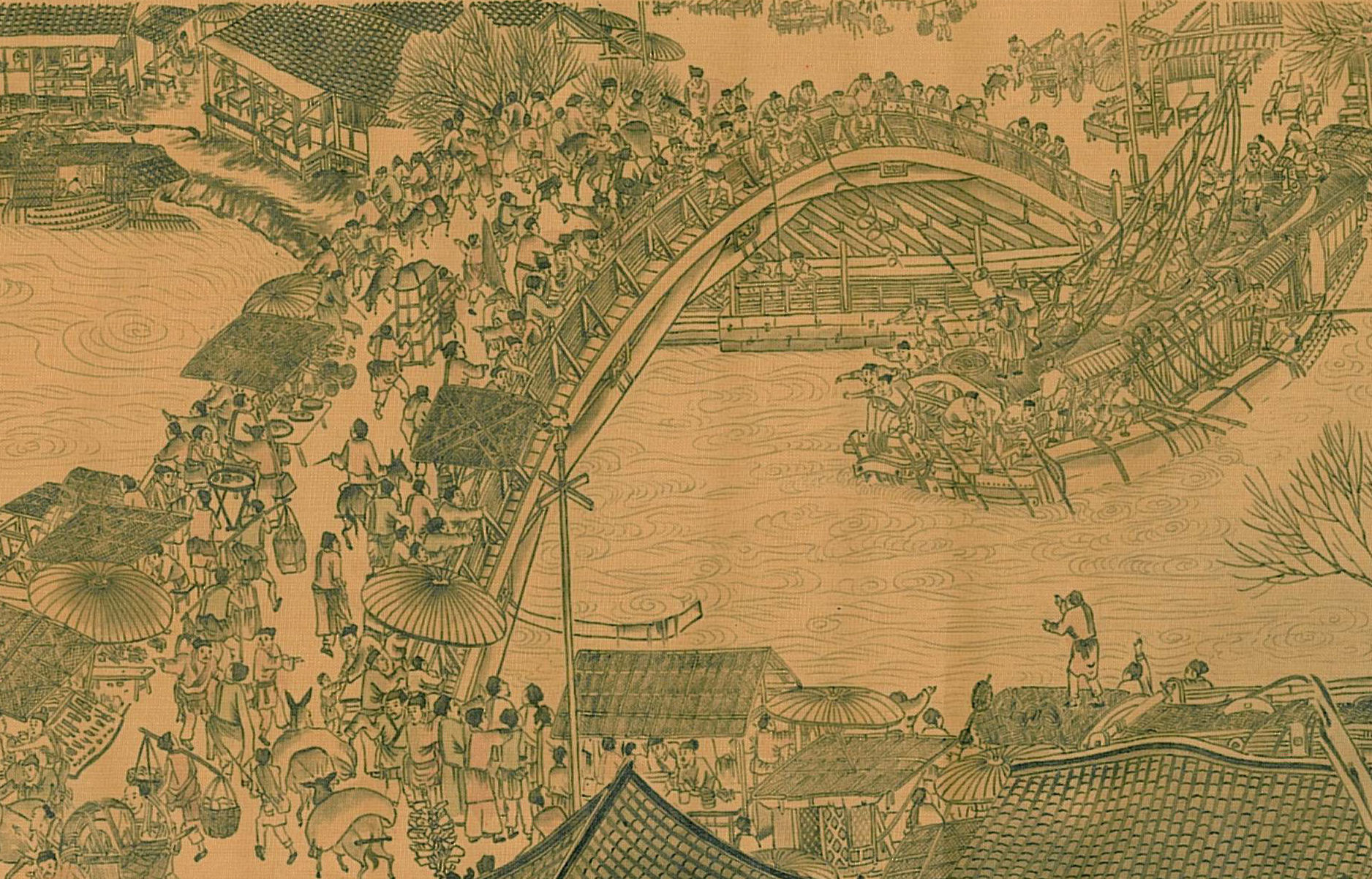
Eine Brücke der Song-Zeit
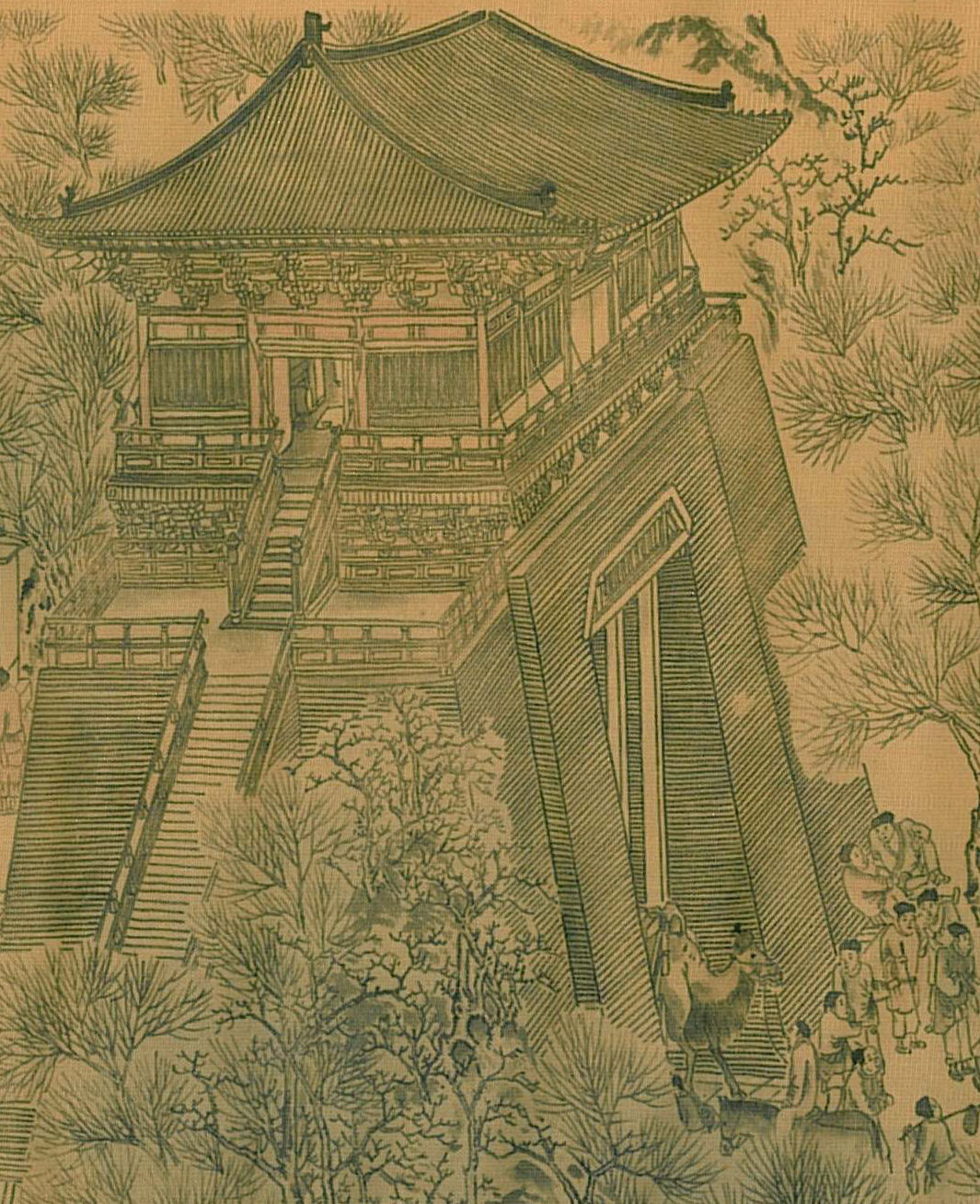
Stadttor
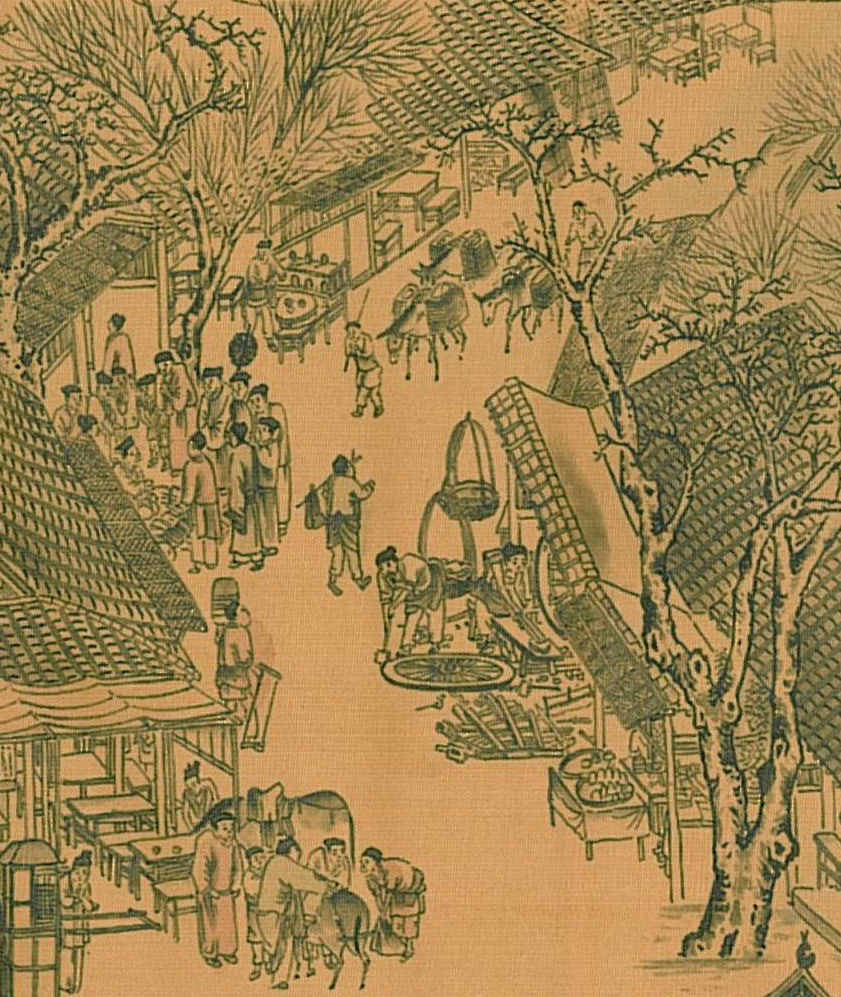
Straßenszene

## Film
- Festtage in Bianjing. Dokumentarfilm, Deutschland, 2011, 26:20 Min., Buch und Regie: Alain Jaubert, Produktion: Artline Films, arte France, Public Television Service Taiwan, deutsche Erstsendung: 25. Februar 2014 bei arte, Inhaltsangabe von ARD.